# バックデン・タワーズ
バックデン・タワーズ（旧名：バックデン宮殿）は、イングランドのケンブリッジシャー州バックデンにある12世紀の要塞化された邸宅である。

## 歴史
15世紀の建物はカンタベリー州管区リンカーン教区の司教であるリンカーン司教の宮殿跡である。15世紀に建てられたものとされているが、実のところ当初の（木製）宮殿は、かつてのリンカーン司教の邸宅とする記録が残る12世紀後半に建てられたと考えられている。木製の建築物はより頑丈な建物として改築され、城壁と堀に守られ、外郭に取り囲まれた1475年に高い煉瓦製の塔が加えられた。複合施設の部分はイングランド教会財産管理委員会の要求を受けて、1632年に解体された。現在におけるヴィクトリア朝の邸宅は1872年に建てられたものである。 巨大な塔、内部の楼門主塔、銃眼付きの胸壁が存在している司教の邸宅における密室型の宮殿の形跡が、以前は堀の内側にある中庭と外門外塀に取り囲まれていたことを示している。1551年7月16日、第2代サフォーク公であるヘンリー・ブランドンとヘンリーの弟である第3代サフォーク公のチャールズ・ブランドンが粟粒熱で亡くなる。ブランドン兄弟はケンブリッジシャー州で病を防ぐためにバックデンを訪れたばかりだった。1630年代になって、ヨーク大司教であるジョン・ウィリアムズはバックデンにおいて国賓として近隣住民からの歓待を受けた。
1839年に古物商であるエドワード・ジョン・ラッジは歴史書『バックデン宮殿の図解と歴史的説明（Illustrated and Historical Account of buckden Palace）』を出版した。

## 現代
バックデン・タワーズはイギリス指定古代記念物、およびイングランドの第1級指定建築物である。
1956年、聖クラレチアン宣教会はローマ・カトリック教会のノーザンプトン司教によりこの場所を与えられた。当初は聖クラレチアン宣教会の司祭や修道士を切望する11歳から18歳までの予行演習を実行するための若手神学校として使用された。この神学校は1965年7月に閉鎖された。それ以降、この複合施設はクラレチアン宣教徒の手により保養所と会議場として発展している。また、中世の宮殿における広い会議場がある場所には聖ヒュー・オブ・リンカーンを祀るローマ・カトリック教会があり、若手神学校のための礼拝堂が建てられた。タワーズの敷地（建物ではない）はあらゆる期間において訪問者に開放しているが、犬の入場は容認されていない。

## 著名な訪問者
- ヘンリー3世（1248年）
- エドワード1世（1291年）
- リチャード3世（1483年）
- マーガレット・ボーフォート（ヘンリー7世の母）（1501年）
- カタリーナ王妃（ヘンリー8世の最初の妻） - 数マイル離れたキンボルトン城に移るまでの1533年7月から1534年5月までを王妃は此処で暮らした。結局、王妃はピーターバラ大聖堂があるバックデンとキンボルトン北部に葬られた[4]。
- ヘンリー8世とキャサリン王妃（ヘンリー8世の5番目の妻）（1541年）- 1541年、ヘンリー8世とキャサリン王妃が王妃の戴冠式前の夏季旅行中にバックデン宮殿に滞在した[4]。
- ジェームズ1世（1619年）
- ジョージ4世（1814年） - 1814年1月10日、バッキンガムの邸宅にいるリンカーン司教を訪問するため、ラトランド州バーレイ（英語版）からノーマン・クロス刑務所（英語版）まで送り届けたロウザー伯に同行した。王家の旅行者はクイーンズ・ロイヤルランサーズ第9師団（英語版）、ウェストヨーク・ヘレフォードシャー民兵組織（The West York and Herefordshire Militia）、および少数の砲兵からなる軍隊に出迎えられた[5]。
- リンカーン司教ウィリアム・バロウ（英語版） - 1613年、バックデン宮殿に埋葬。